# Charraix
Charraix ist eine französische Gemeinde mit 67 Einwohnern (Stand 1. Januar 2022) im Département Haute-Loire in der Region Auvergne-Rhône-Alpes (vor 2016 Auvergne). Sie gehört zum Arrondissement Brioude und zum Kanton Gorges de l’Allier-Gévaudan.

## Geographie
Charraix liegt im Zentralmassiv, etwa 28 Kilometer westsüdwestlich von Le Puy-en-Velay auf einem Plateau 400 Höhenmeter über dem Ral des Flusses Allier.
Nachbargemeinden von Charraix sind Saint-Julien-des-Chazes im Norden und Nordosten, Prades im Osten, Cubelles im Süden, Venteuges im Südwesten sowie Pébrac im Westen.

## Bevölkerungsentwicklung
| Jahr                       | 1962 | 1968 | 1975 | 1982 | 1990 | 1999 | 2011 | 2020 |
| Einwohner                  | 162  | 173  | 152  | 130  | 111  | 82   | 91   | 67   |
| Quellen: Cassini und INSEE |      |      |      |      |      |      |      |      |

## Sehenswürdigkeiten
- Kirche Saint-Sébastien aus dem 16. Jahrhundert

## Persönlichkeiten
- Jean-Joseph d’Apcher (1748–1798), Adliger